# Gare de Port-Édouard-Herriot
La gare de Port-Édouard-Herriot est une gare de marchandises, située dans le 7e arrondissement de Lyon. Elle dessert le port Édouard-Herriot.

## Situation ferroviaire
La gare de Port-Édouard-Herriot est située au point kilométrique (PK) 514,200 de la ligne de Paris-Lyon à Marseille-Saint-Charles.